# E la vita continua (film 2012)
E la vita continua è un cortometraggio del 2012 diretto da Pino Quartullo.
È stato presentato in anteprima nell'ambito della 69ª Mostra internazionale d'arte cinematografica di Venezia.

## Trama
Lorenzo, giovane laureato in filosofia, d’estate lavora come bagnino. Attilio è un noto attore che soffre di una grave patologia epatica. Le loro vite s’incrociano in modo tragico e meraviglioso allo stesso tempo, attraverso la donazione dell’organo di un ragazzo improvvisamente scomparso a causa di un incidente con la moto.